# Desktop Tower Defense
Desktop Tower Defense ist ein Flash-basiertes Browserspiel aus dem Tower-Defense-Genre. Es wurde von Paul Preece im März 2007 erstmals der Öffentlichkeit vorgestellt. Das Spiel wurde bis Juli 2007 mehr als 15 Millionen Mal gespielt. Damit war es 2007 unter den Top 10 von Webware. Desktop Tower Defense hat ein Interface in Deutsch, Englisch, Spanisch, Französisch oder Italienisch.
Das Spiel erzeugt jährlich einen Umsatz im sechsstelligen Bereich und gewann 2008 auf dem Independent Games Festival den ersten Gleemie Award.
2009 erschien eine Portierung des Spiels für Nintendo DS, ausschließlich für den nordamerikanischen Markt.